# 스기모토 유미
스기모토 유미(杉本 有美, 1989년 4월 1일 ~ )는 일본의 여자 모델, 배우, 그라비아 아이돌, 솔리스트이다.

## 활동

### 모델
스기모토 유미는 초등학교 시절 10대 소녀를 독자층으로 한 일본만화잡지 리본에서 주최한 그랑프리 세미 오디션에 발탁되면서부터 모델 일을 시작하였다.

### 배우
2007년 6월 스기모토 유미는 도쿄채널의 심야드라마 《보이스 에스테》에서 처음으로 주역을 맡았다. 최근에 그녀의 출연 작품은 2008년 아사히채널에서 방영한 《염신전대 고온저》 시리즈인데, 여기에서 그녀는 스토 미우/고온 실버를 연기하였다. 또한 그녀는 니시무라 요시히로 감독의 영화 《전투소녀: 피의 철가면 전설》에도 출연하였다.

### 음악
염신전대 고온저에서 캐릭터송을 부른 것을 계기로 스기모토 유미는 음악 활동에도 큰 관심을 나타내고 있다. 스기모토 유미는 2010년 2월 17일 헬로우 프로젝트를 통해 테라다 미츠오가 제작하고 후나키 토모스케가 작곡한 하루코이라는 싱글앨범을 발매하였다.

## 출연

### 드라마
- 보이스 에스테 - 코이와이 시즈카
- 염신전대 고온저 - 스토 미우 / 고온 실버
- 클레오파트라의 여자들 - 사토 아야카